# Adolfo Bezerra de Menezes
Pour les articles homonymes, voir Menezes et Bezerra.
Adolfo Bezerra de Menezes fut un médecin, écrivain, journaliste et homme politique brésilien, qui devint une figure historique majeure du spiritisme dans ce pays au XIXe siècle. De son vivant, les journaux brésiliens le surnommaient le médecin des pauvres ou le saint Vincent de Paul du Spiritisme.

## Enfance
Il naît le 29 août 1831, dans la petite ville de Riacho do Sangue, dans une famille bourgeoise catholique de l'État du Ceará. Devenu adolescent, il dispense des cours de latin, de mathématiques et de philosophie à la suite de la ruine de sa famille provoquée par des problèmes politiques.

## Études
- 1851 : il intègre comme étudiant la Faculté Nationale de Rio et devient l'un des assistants du docteur Manoel Feliciano Pereira de Carvalho, un grand chirurgien de l'époque.
- 1856 : il obtient son diplôme avec les meilleures notes.
- 1857 : il devient membre de l'Académie Impériale de Médecine.
- 1858 : il est nommé lieutenant-chirurgien de l'armée et se marie.

## Rôle politique
- 1860 : il est élu au conseil municipal de Rio de Janeiro sous l'étiquette du Parti Libéral.
- 1861 : il démissionne de l'armée et se consacre pleinement à la politique et à sa tâche de médecin dans les quartiers pauvres.
- 1863 : il perd accidentellement sa femme qui le laisse avec deux enfants.
- 1865 : il se remarie avec une demi-sœur de sa défunte épouse.
- 1867 : il devient député de Rio de Janeiro.
- 1869 : il publie une thèse pour l'abolition de l'esclavage et devient rédacteur du journal Sentinella da Liberdade, de tendance libérale.
- 1873 : il est à nouveau élu membre du conseil municipal de Rio dont il devient Président. Sa santé se dégrade, mais il continue avec dévouement sa tâche de médecin auprès des classes défavorisées de la ville.

## Engagement dans le spiritisme
Un de ses confrères médecins, le docteur Joaquim Carlos Travassos qui avait traduit du français Le livre des Esprits d'Allan Kardec, lui offre un exemplaire. Après cette lecture, Bezerra de Menezes déclare qu'il devait être "spirite de naissance". Sa santé et celle de sa femme s'améliorent après avoir consulté un "médium guérisseur" réputé.
- 1886 : il annonce théâtralement son adhésion au spiritisme devant 2 000 personnes.
- 1889 : il devient président de la Fédération Spirite Brésilienne et le restera jusqu'à sa mort.

## Luttes en faveur du spiritisme
Par le biais du journal Reformador dont il est le rédacteur en chef, Bezerra de Menezes propage largement la doctrine spirite au Brésil.
- 1887 : il répond fermement aux attaques de l'Église catholique.
- 1889 : il lutte avec succès contre le gouvernement provisoire qui envisage d'interdire pénalement le spiritisme.

Finalement, fort de sa popularité, il donne à la Fédération Spirite Brésilienne un statut national dont elle bénéficie encore de nos jours.

## Postérité
Lorsqu'il disparaît, le 11 avril 1900, Bezerra de Menezes laisse à ses successeurs une institution bien structurée et au Brésil une "nouvelle religion" centrée sur le progrès social et humain.
Le cinéma brésilien a produit un film sur la vie du médecin.